# Pijn (single)
Pijn is een single van de Nederlandse zanger Herman Brood en de band Van Dik Hout uit 1996. Het stond in hetzelfde jaar als zevende track op het album 50 The Soundtrack van Brood en in 1997 als elfde track op het album Kopstoot van een vlinder van Van Dik Hout.

## Achtergrond
Pijn is geschreven door Martin Buitenhuis en geproduceerd door Bolland & Bolland. Het is een Nederlandstalig rocknummer dat gaat over het hebben van pijn. Het nummer kwam voort uit het duetproject 50 The Soundtrack. Voor dit album nam Brood met verschillende artiesten en bands duetten op, waaronder met Henny Vrienten en André Hazes. Pijn is een van de weinige Nederlandstalige nummers van Brood. Het lied werd voor het eerst ten gehore gebracht op Lowlands. De B-kant van de single is een solonummer van Brood met de titel Cocaine.

## Hitnoteringen
Het lied had niet veel succes toen het werd uitgebracht. Het piekte op de zeventigste plaats van de Mega Top 100, waarin het zes weken te vinden was. De Top 40 werd niet gehaald, maar het kwam tot de dertiende plaats van de Tipparade